# ルービン・ゴールドマーク
ルービン・ゴールドマーク（Rubin Goldmark, 1872年8月15日 - 1936年3月6日）は、アメリカ合衆国の作曲家・ピアニスト・教育者。
オーストリア＝ハンガリー二重帝国の作曲家カール・ゴルトマルクの甥である。米国やカナダを何度も旅して、その間に音楽に関する講演会やリサイタルを開いた。

## 経歴
ウィーン音楽院でロベルト・フックスに師事した後、ニューヨーク州アメリカ・ナショナル音楽院でアントニン・ドヴォルザークに師事した。母校ナショナル音楽院や、コロラド大学附属音楽院で教鞭を執り、生涯最後の12年間をジュリアード音楽学校作曲科の主任教授として過ごした。主要な門人にアルフレッド・ニューマンやフレデリック・ジャコビ、ジョージ・ガーシュウィン、アーロン・コープランド、ポール・ノードフらがおり、ゴールドマークは19世紀のヨーロッパ音楽と20世紀のアメリカ音楽とを橋渡しする存在となった。

## 作品
主要な作品に弦楽四重奏曲やピアノ三重奏曲、ヴァイオリン・ソナタのほか、いくつかの管弦楽曲やピアノ曲、歌曲がある。《ピアノ五重奏曲イ長調》作品9は、1909年度パデレフスキー賞室内楽部門に選ばれた。